# Township (États-Unis)
Pour les articles homonymes, voir Township et Canton (homonymie).
Pour un article plus général, voir Canton.

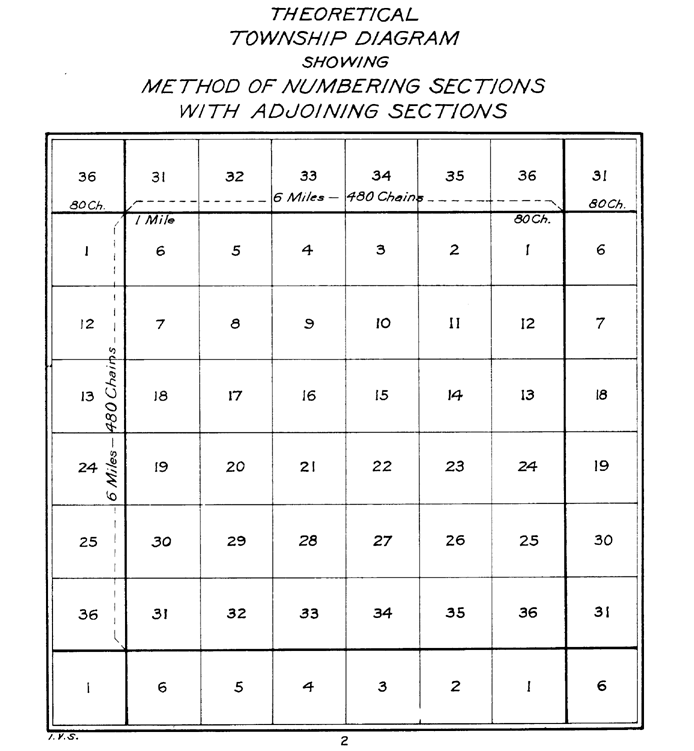
Schéma théorique d'un township avec numérotation des sections.

Un township est, aux États-Unis, une unité administrative à l'intérieur d'un comté.
Les fonctions et la taille peuvent varier d'un État à un autre comme au sein d'un même État.
- Le terme est utilisé de trois manières, un canton pouvant être : 
  - un canton d'arpentage (survey township) ou canton congressionel (congressional township), c'est-à-dire une référence géographique utilisée pour définir l'emplacement des propriétés ;
  - un canton civil, c'est-à-dire une unité de gouvernement local, généralement un lieu-dit ;
  - un canton à charte (charter township), c'est-à-dire un canton civil dans l'État du Michigan.
- La gestion des routes figure parmi les fonctions traditionnellement assumées par le canton. Il entretient parfois une école communautaire.
- Le canton (township) ne doit pas être confondu avec la ville (« town ») ou le « village », même quand ils partagent le même nom et (très rarement) les mêmes limites géographiques. Une ville peut être à cheval sur plusieurs cantons.
- Même au sein d'États à forte tradition de canton, certains comtés n'ont jamais adopté le système. D'autres ne sont que partiellement découpés, comme le comté de Cook, en Illinois.
- Le découpage peut être très régulier dans certains comtés, plus complexe dans d'autres, avec certains cantons éclatés en plusieurs morceaux.
- Les cantons varient en taille de 1,481 à 207,804 miles carrés (3,84 km2 à 538,21 km2)[1],[2], avec une moyenne de 36 miles carrés (93 km2).